# Солоне озеро (лиман)
Соло́не озеро (рум. Sărat) — лиман в Україні, що розташований у межах Білгород-Дністровського району Одеської області.

Дорога Т1610 через Солоне озеро. Вересень 2020 р.

Озеро є солоною лагуною, яка раніше була частиною лиману Бурнас. Відділена від Бурнаса автодорогою. До Солоного Озера впадає річка Алкалія.
Довжина лиману 3,7 км, ширина від 0,4 до 1,5 км, площа 3,6 км², глибина від 0,5 до 1 м. Береги подекуди порослі очеретом. Солоність води 39 ‰. Дно вкрите мулом з прошарками лікувальних грязей. Поширені стеногалинні молюски.

Солоне озеро. Вересень 2020 року.

У 2020 році озеро Солоне повністю висохло. Причиною висихання стало порушення водообміну лиману Бурнас з Чорним морем, а також довготривала відсутність дощів, яка призвела до пересихання дельти річки Алкалія, що впадає в озеро Солоне[джерело?]. 
Лиман входить до складу Національного природного парку «Тузловські лимани».